# فیلیپ کواست
فیلیپ کواست (انگلیسی: Philip Quast؛ زادهٔ ۳۰ ژوئیهٔ ۱۹۵۷) خواننده، بازیگر سینما، بازیگر، و بازیگر تلویزیون اهل استرالیا است.
از فیلم‌ها یا برنامه‌های تلویزیونی که وی در آن نقش داشته‌است می‌توان به بدل شیطان، ناپلئون اشاره کرد.
وی همچنین برندهٔ جوایزی همچون جوایز لارنس الیویه شده‌است.